# North-Western Province
North-Western Province of Noordwestprovincie is een van de tien provincies van Zambia. De hoofdstad is Solwezi.

## Districten
North-Western is verdeeld in 11 districten (2022):
- Chavuma
- Ikelenge
- Kabompo
- Kalumbila
- Kasempa
- Manyinga
- Mufumbwe
- Mushindamo
- Mwinilunga
- Solwezi
- Zambezi

Central · Copperbelt · Eastern · Luapula · Lusaka · Muchinga· Northern · North-Western · Southern · Western